# Copa Petrobras Bogotá 2007
Il Copa Petrobras Bogotá 2007 è stato un torneo di tennis facente parte della categoria ATP Challenger Series nell'ambito dell'ATP Challenger Series 2007. Il torneo si è giocato a Bogotà in Colombia dal 15 al 21 ottobre 2007 su campi in terra rossa.

## Vincitori

### Singolare
Marcos Daniel ha battuto in finale  Santiago Giraldo con il punteggio di 7–6(3), 6–4

### Doppio
Thomaz Bellucci /  Bruno Soares hanno battuto in finale  Marcel Granollers /  Santiago Ventura con il punteggio di 6–4, 4–6, [11-9]